# François Bonaventure Arago
Pour les articles homonymes, voir Arago.
François Bonaventure Arago (né le 30 janvier 1754 à Estagel, mort le 24 décembre 1814 à Perpignan) est un homme politique français. Il est également le père des « frères Arago ».

## Biographie

### Famille
Issu d'une famille de propriétaires terriens aisés, mais orphelin dès l'âge d'un an, François Arago est élevé par son oncle. En 1774, il devient bachelier de droit de l'Université de Perpignan. Le 12 août 1778, il épouse Marie Roig, de qui il aura onze enfants : cinq filles (dont trois meurent en bas âge) et six fils :
- François, (1786-1853), un astronome, physicien et homme politique français.
- Jean (1788-1836), caissier de l'atelier des monnaies de Perpignan, puis militaire s'illustrant au Mexique.
- Jacques (1790-1854), un romancier, auteur dramatique et explorateur.
- Victor (1792-1867), polytechnicien, militaire.
- Joseph, (1796-1860), militaire dans l'armée mexicaine.
- Étienne (1802-1892), dramaturge et homme politique, maire de Paris en 1870.

### Carrière politique
Ayant bénéficié d'une éducation universitaire, il s'implique très tôt dans l'administration municipale d'Estagel, devenant régisseur des moulins de la communauté en 1781, premier consul en 1786, puis receveur de la commune en 1787.
Partisan des idées nouvelles, il fait partie des notables qui après 1789, rallient la Révolution française. Il devient ainsi maire d'Estagel (1790), juge de paix du canton d'Estagel, membre du Conseil départemental puis du Directoire départemental (1791), commandant de la Garde nationale pendant la Guerre franco-espagnole de 1793, président du Directoire départemental (1794) puis, de 1797 à sa mort, caissier de l'Atelier des monnaies de Perpignan.

## Pour approfondir